# Sociedade Esportiva de Sousa
A Sociedade Esportiva de Sousa é um clube brasileiro de futebol, sediado na cidade de Sousa, no estado da Paraíba. Fundada em 1964, mandava seus jogos no estádio Marizão, com capacidade para 15 mil espectadores. As cores do clube são verde, branco e vermelho.
Participou no Campeonato Paraibano de Futebol da primeira divisão na década de 1990 (1994, 1995 e 1999[carece de fontes?]).

## Títulos
- Vice-Campeonato Paraibano da Segunda Divisão: 1993
- Campeão do interior: 1969